# Spatial Corp
Spatial Corporation fue fundada en 1986, con su principal producto: ACIS, el primer modelador de sólidos en 3D comercial. A través de los años, Spatial ha agregado productos a su portafolio, que permitieron a los ISVs (principalmente en la industria de CAD/CAM) poder desarrollar nuevas aplicaciones. Estos componentes incluyen extensiones y actualizaciones al modelador ACIS, productos de visualización, así como tecnología de traductores de formatos de CAD (3D InterOP).
Una trasformación importante se dio desde que Spatial Technologies fue adquirida por Dassault Systèmes al final del año 2000 convirtiéndose en Spatial Corporation.

## Productos Principales
- ACIS - Modelador de Sólidos.
- CGM (Convergence Geometric Modeler) - Modelador de Sólidos, componente principal de Dassault Systèmes’ V5 and V6

- 3D InterOp - Traductores de formato CAD.

- Datos: Q7574036